# Atnafu Abate
El tinent coronel Atnafu Abate (Amhàric: አጥናፉ አባቴ; anys 1930 - Novembre 1977) fou un oficial militar etiòpic i un membre destacat del Derg, la junta militar que va deposar l'Emperador Haile Selassie i va dominar el país durant els següents disset anys.
M. i D. Ottaway assenyalen que el lloctinent coronel Atnafu Abate era considerat com a "símbol de la rebel·lió per una pagesia conservadora, nacionalista, i religiosa en contra de la corrupció i abusos de l'aristocràcia. ... Aviat va projectar la imatge d'un oficial dedicat als valors tradicionals de la pàtria, la bandera i l'església.".

## Vida
Atnafu va néixer prop de Bichena a Gojam, i fou educat a l'Acadèmia Militar d'Holetta. En el moment de la revolució estava servint amb grau de comandant a la Quarta Divisió, estacionada a Addis Abeba (es convertia en Lloctinent Coronel després de l'abril de 1975.).
Abans de l'abril de 1974 s'havia fet membre del grup de l'exèrcit i la polícia dirigits pel coronel Alem Zewde Tessema del Cos Aerotransportat, que va tenir un paper essencial organitzant un comitè coordinador el 24 d'abril, el qual fou dissolt oficialment cinc dies més tard per deixar pas a la Comissió de Seguretat Nacional de 25 membres sota la direcció del Ministre de Defensa Abiye Abebe. En un moment durant el següent mes emergia un segon comitè coordinador, els membres principals del qual incloïen, a més a més d'Atnafu Abate, al comandant Tafara Teklaeb del cos d'enginyeria, Fisseha Desta Essencial del cos d'elit de la Kebur Zabangna (Guàrdia Imperial), Girma Fisseha, de l'Aviació Militar, i el capità Sisay Hapte de la Força Aèria. Aquest segon comitè és més conegut sota el seu nom posterior, el Derg. El coronel Alem Zewde va caure del poder en aquest temps, perdent el control del seu batalló de paracaigudistes després de la seva derrota en una batalla amb radicals el 22 de juny i després va fugir a Gojam (o Gojjam).
Al cap d'un mes Tafara Teklaeb, qui segons Rene LaFort fou "probablement més que cap altre el pare del Derg", fou empresonat i executat, deixant a Atnafu per presidir les primeres reunions del Derg. Era en aquest punt que un dels delegats de la Tercera Divisió, comandant Mengistu Haile Mariam, va fer un discurs que li va guanyar el suport dels membres del Derg. LaFort observa que "sobretot ell [Mengistu] sembla que hagi estat un dels pocs a proposar una coherent i enèrgica línia d'acció en debats que eren, per no dir-ne res més, confosos i enrotllats, en un estil que es va rebre bé amb aquesta assemblea de suboficials i altre rangs." Mengistu llavors va proposar que el president i vicepresident del Derg fos elegit per vot secret, un moviment al que Atnafu s'oposava però va quedar en minoria; el resultat de l'elecció posava Mengistu al cap del Derg amb Atnafu com el seu segon.
Durant els següents anys, l'opinió general creia que el dos oficials -Atnafu i Mengistu- es van enfrontar en una intensa rivalitat per a controlar el Derg. "La relació entre els dos vicepresidents era sempre una mica misteriosa", segons els Ottaway. "El dos es deia que eren enemics jurats des del començament, al punt de mostrar les pistoles l'una a l'altra en reunions. Tanmateix, Atnafu sempre semblava que fos al costat de Mengistu en les crisis més importants del Derg. Va dirigir l'esforç el maig de 1976 per reclutar, armar i entrenar milers de camperols que servirien com a milícia per complementar els cansats soldats de l'exèrcit regular que lluitaven al front eritreu. Tanmateix, quan es va acabar aquell esforç, conegut com a "Operació Raça", amb fortes pèrdues, tant Atnafu com Mengistu foren culpats del fracàs. Després d'una lluita breu quan semblava que el capità Sisay Hapte podria guanyar el control del Derg, aquest fou executat al començament de desembre i Atnafu va quedar apartat de la competència directa pel poder sent nomenat organitzador de la milícia.

Atnafu va evitar la seva presència a l'infame Derg del 3 de febrer de 1977, on un cert nombre de líders del Derg, incloent-hi el tinent general i president Tafari Benti, foren morts en una emboscada orquestrada per Mengistu, ja que havia marxat de la capital per presentar personalment una bandera a una unitat de la milícia que havia completat la seva formació. Aquest cop deixava Atnafu com únic membre romanent del Derg amb una certa independència de Mengistu. La majoria dels experts creuen que els dies d'Atnafu estaven comptats, i la seva execució era inevitable. "L'execució d'Atnafu", observa l'historiador Bahru Zewde, "que més que cap altra simbolitzava el Derg dels seus primers orígens el febrer de 1974, va marcar l'inici de l'eclipsi d'aquella organització.". Tanmateix, LaFort presenta una opinió discrepant sobre la dinàmica que connecta aquests esdeveniments. Primer presenta un retrat d'Atnafu com un home esgotat per les seves responsabilitats. LaFort elabora:
Tres anys i mig de revolució havia deixat físicament a Atnafu en els ossos. L'home que havia introduït els llibres amb escenes de la revolució amb puny alçat i cara desencaixada s'havia convertit en un personatge que simplement demanava pau i defensava la reconciliació interna, el final de tots els terrors, 'blancs' i 'rojos', estenent la mà tant al Partit Revolucionari Popular Etíop (EPRP) com al MEISON; les relacions externes del país sembla que les volia més equilibrades entre els dos grans poders (sembla que va sondejar als Estats Units sobre això durant el mes de setembre) i volia pacificar l'exèrcit satisfent les seves principals demandes.
Encara que el rumor públic parlava de tensions entre els dos homes i era conegut que Atnafu havia de sofrir un escorcoll sever abans d'ingressar a les oficines de Mengistu, LaFort ens recorda que des que se'l va posar al càrrec de la milícia a l'any anterior, Atnafu ja no suposava un perill per Mengistu, i escriu que "Atnafu havia abandonat bastant clarament la recerca de poder per una tasca tècnica, el reclutament, organització, i formació de la milícia". Assenyala que Mengistu va deixar la reunió final que va acabar amb la mort d'Atnafu abans que la decisió s'hagués pres, i que Mengistu havia lluitat per Atnafu fins que va poder mentre ell mateix no estigués en perill; LaFort sosté que l'execució d'Atnafu "sembla com un sacrifici, ofert a l'altar de la derrota, per la necessitat d'un cap de turc, el preu aparent de l'acord entre el Derg, l'exèrcit regular i les diverses faccions dins d'aquest.".